# Ares I-X
Ares I-X byl první test raket řady Ares z programu Constellation, které měly nahradit raketoplány, jež odešly do výslužby v červenci 2011, test byl úspěšně proveden 28. října 2009. Raketa testu Ares I-X v měla podobné rozměry jako rakety Ares I, které byly určeny jako nosné rakety pro Orion, který měl donést člověka opět na Měsíc a na Mars. Start mise byl původně naplánován na 27. říjen 2009, v ten den uplynulo 48 let od prvního startu rakety Saturn I. Start však musel být odložen kvůli špatnému počasí.

## Cíle

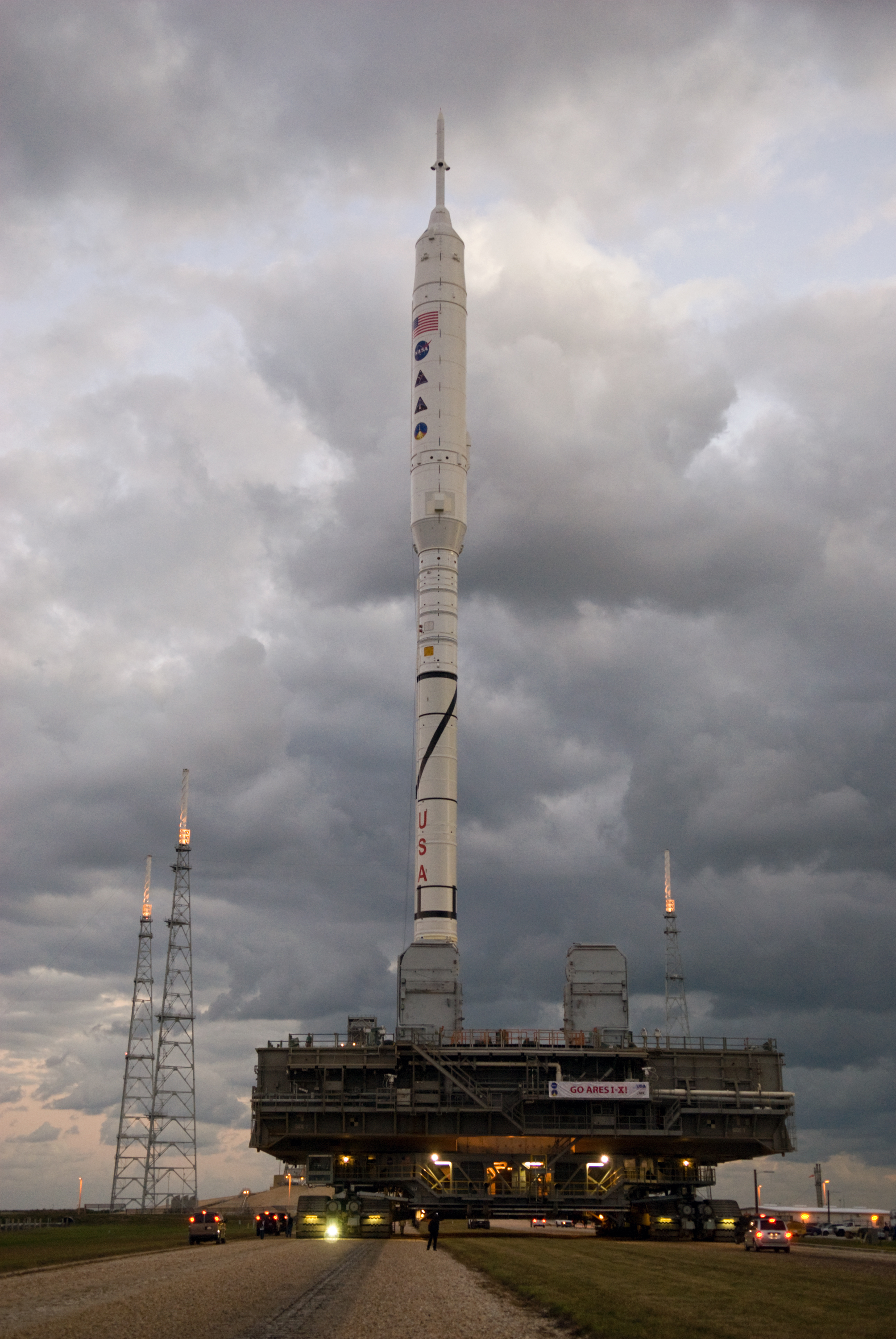
Ares I-X jede na odpalovací rampu.

Hlavním cílem této zkoušky bylo ověření funkčnosti motorů a dalších systémů. Zkouška také zjistila, jak náročné bude pro organismus kosmonautů oddělování různých částí rakety. Sekundární cíle byly: zjišťování účinnosti raketových motorů během oddělování a aerodynamické vlastnosti rakety. Tato zkouška stála 445 milionů dolarů (302 milionů eur), měla být „základním táborem“ pro návrat na Měsíc a prvního člověka na Marsu. Tento projekt byl zahájen v roce 2004 Georgem Bushem.